# Acacia lewisii
Acacia lewisii är en ärtväxtart som beskrevs av Ana Du Bocage och Miotto. Acacia lewisii ingår i släktet akacior, och familjen ärtväxter. Inga underarter finns listade i Catalogue of Life.